# April 1984
Portal Geschichte | Portal Biografien | Aktuelle Ereignisse | Jahreskalender | Tagesartikel

◄ |
19. Jahrhundert |
20. Jahrhundert
| 21. Jahrhundert

◄ |
1950er |
1960er |
1970er |
1980er
| 1990er | 2000er | 2010er | ►

◄ |
1980 |
1981 |
1982 |
1983 |
1984
| 1985 | 1986 | 1987 | 1988 | ►

◄ |
Januar 1984 |
Februar 1984 |
März 1984 |
April 1984 |
Mai 1984 |
Juni 1984 |
Juli 1984 |
►
Dieser Artikel behandelt aktuelle Nachrichten und Ereignisse im April 1984.

## Tagesgeschehen

### Sonntag, 1. April 1984
- München/Deutschland: Vier Monate nach dem Start des Kabelpilotprojekts Vorderpfalz beginnt in München ein weiteres Projekt für den Empfang von TV- und Radioprogrammen über Koaxialkabel. Es versorgt 700 angeschlossene Haushalte.[1]

### Dienstag, 3. April 1984
- Conakry/Guinea: Ein Komitee für den nationalen Wiederaufbau unter Leitung des Mitglieds der Demokratischen Partei (PDG) Lansana Conté, im Dienst der Streitkräfte, sichert sich im Machtvakuum nach dem Tod des Staatspräsidenten Sékou Touré (PDG) im März die politische Führungsrolle in Guinea. Die nach Tourés Ableben installierte Interimsregierung unter Louis Lansana Béavogui (PDG) stand kurz davor, das neue Staatsoberhaupt zu bestimmen.[2]

### Mittwoch, 4. April 1984

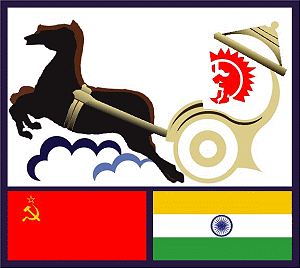
Emblem der Mission Sojus T-11

- Leninsk/Sowjetunion: Die Mission Sojus T-11 bringt mit Rakesh Sharma den ersten Inder ins Weltall.[3]

### Donnerstag, 5. April 1984
- Conakry/Guinea: Der Leutnant der Streitkräfte Lansana Conté vom Komitee für den nationalen Wiederaufbau wird zwei Tage nach dem Putsch des Militärs gegen die Interimsregierung als neuer Präsident von Guinea ausgerufen.[4]
- München/Deutschland: Als erstes Land der Bundesrepublik nimmt der Freistaat Bayern den Schutz der Umwelt als Staatsziel in seine Verfassung auf.[5]

### Freitag, 6. April 1984
- Deutschland: In 300 Kinos in Deutschland wird die Verfilmung des Bestsellers Die unendliche Geschichte des Schriftstellers Michael Ende uraufgeführt. Der Urheber des literarischen Stoffs bezeichnete den bisher teuersten in Deutschland co-produzierten Film als „Kitsch“ und die Produzenten verpflichteten ihn unter Androhung von Schadenersatz dazu, nichts gegen die Filmfassung von Regisseur Wolfgang Petersen zu unternehmen.[6][7]
- Kokosinseln/Australien: Die 261 registrierten Wahlberechtigten der Kokosinseln nehmen geschlossen am Referendum über den künftigen Status der zu Australien gehörigen Inselgruppe im Indischen Ozean teil. Rund 88 % befürworten eine stärkere Integration mit Australien, 8 % eine noch zu findende Form freier Assoziierung mit Australien und neun Wähler beziehungsweise 3,47 % wollen die Unabhängigkeit.[8]

### Sonntag, 8. April 1984
- Belfast/Vereinigtes Königreich: Mitglieder der Terrororganisation IRA erschießen die 22-jährige Lehrerin Mary Travers, als sie mit ihren Eltern eine katholische Kirche verlässt. Ihr Vater wird angeschossen. Die Polizei verhaftet eine 19-jährige Frau als Täterin. Augenzeugen berichten von bis zu sieben Angreifern.[9]

### Montag, 9. April 1984
- Los Angeles/Vereinigte Staaten: Bei den 56. Academy Awards der Filmbranche wird die Literaturverfilmung Zeit der Zärtlichkeit von Regisseur James L. Brooks als bester Film prämiert. Den Oscar für den besten Filmsong erhalten die Schöpfer des Titels Flashdance … What a Feeling aus Flashdance.[10]

### Dienstag, 10. April 1984
- Luxemburg/Luxemburg: Der Europäische Gerichtshof entscheidet, dass Frauen, die bei der Bewerbung um ein Arbeitsverhältnis aufgrund ihres Geschlechts abgelehnt werden, einen über die Höhe der entstandenen Fahrt- oder Portokosten hinausgehenden Anspruch auf Entschädigung haben. Zwar ergebe sich aus der Richtlinie 76/207/EWG kein Anspruch auf einen Arbeitsvertrag, doch habe die Diskriminierte Anspruch auf Wiedergutmachung in einem von den Richtern nicht näher festgestellten Umfang, der weit größer sein muss als die reine Kostenerstattung.[11]

### Donnerstag, 12. April 1984
- Frankfurt am Main/Deutschland: Die Betreibergesellschaft des Flughafens nimmt die Startbahn West in Betrieb, die nach wie vor das Ziel zahlreicher Proteste wegen Umweltzerstörung ist.[12]
- Südbezirk/Israel: Mitglieder der Volksfront zur Befreiung Palästinas entführen in Aschdod einen Überlandbus mit 41 Passagieren und befehlen, dass der Bus zu einem Flüchtlingslager im Gazastreifen gelenkt wird. An der Grenze zum Gazastreifen bringen israelische Sicherheitskräfte das Gefährt zum Stehen und die Streitkräfte beenden die Entführung. Bei dem Einsatz sterben eine jüdische Insassin und zwei palästinensische Geiselnehmer, zwei weitere Geiselnehmer werden nach der Befreiung der Insassen erschlagen.[13]

### Freitag, 13. April 1984
- Südasien: Truppen der Indischen Streitkräfte übernehmen die Kontrolle über den Gebirgszug Siachen Muztagh sowie über den Siachengletscher. Beide Gebiete werden sowohl von Pakistan als auch von Indien als Teil des staatlichen Territoriums beansprucht, bis zum heutigen Tag hatte jedoch keine der Konfliktparteien in diesem Gebiet dauerhaft Militär stationiert.[14]

### Dienstag, 17. April 1984
- London/Vereinigtes Königreich: Vor der Botschaft des nordafrikanischen Staats Libyen demonstrieren Gegner des diktatorisch regierenden libyschen Staatsoberhaupts Muammar al-Gaddafi. Aus unbekannter Richtung, nach Polizeierkenntnissen aus dem Gebäude der Botschaft, wird mit einem Maschinengewehr auf jene Polizisten geschossen, welche die Demonstration begleiten, und die Beamtin Yvonne Fletcher wird tödlich getroffen.[15]

### Montag, 23. April 1984
- Dominikanische Republik: In dem Staat auf der Insel Hispaniola brechen Unruhen aus, nachdem die Regierung unter Salvador Jorge Blanco (Revolutionäre Partei) einen festen Wechselkurs für den Umtausch der heimischen Währung Dominikanischer Peso in US-Dollar einführte. Die Besitzer des Pesos erlitten durch die Festlegung einen Kaufkraftverlust.[16]

### Donnerstag, 26. April 1984
- Peking/China: Der Präsident der Volksrepublik China Li Xiannian empfängt den Präsidenten der Vereinigten Staaten Ronald Reagan zum sechstägigen Staatsbesuch. Über die Zukunft der sino-amerikanischen Beziehungen sagt der Gast beim Bankett: „Manchmal war die Beziehung zwischen unseren beiden Nationen nicht so, wie sie hätte sein sollen. Aber […] unsere Zukunft ist leuchtend.“[17]

## Weblinks

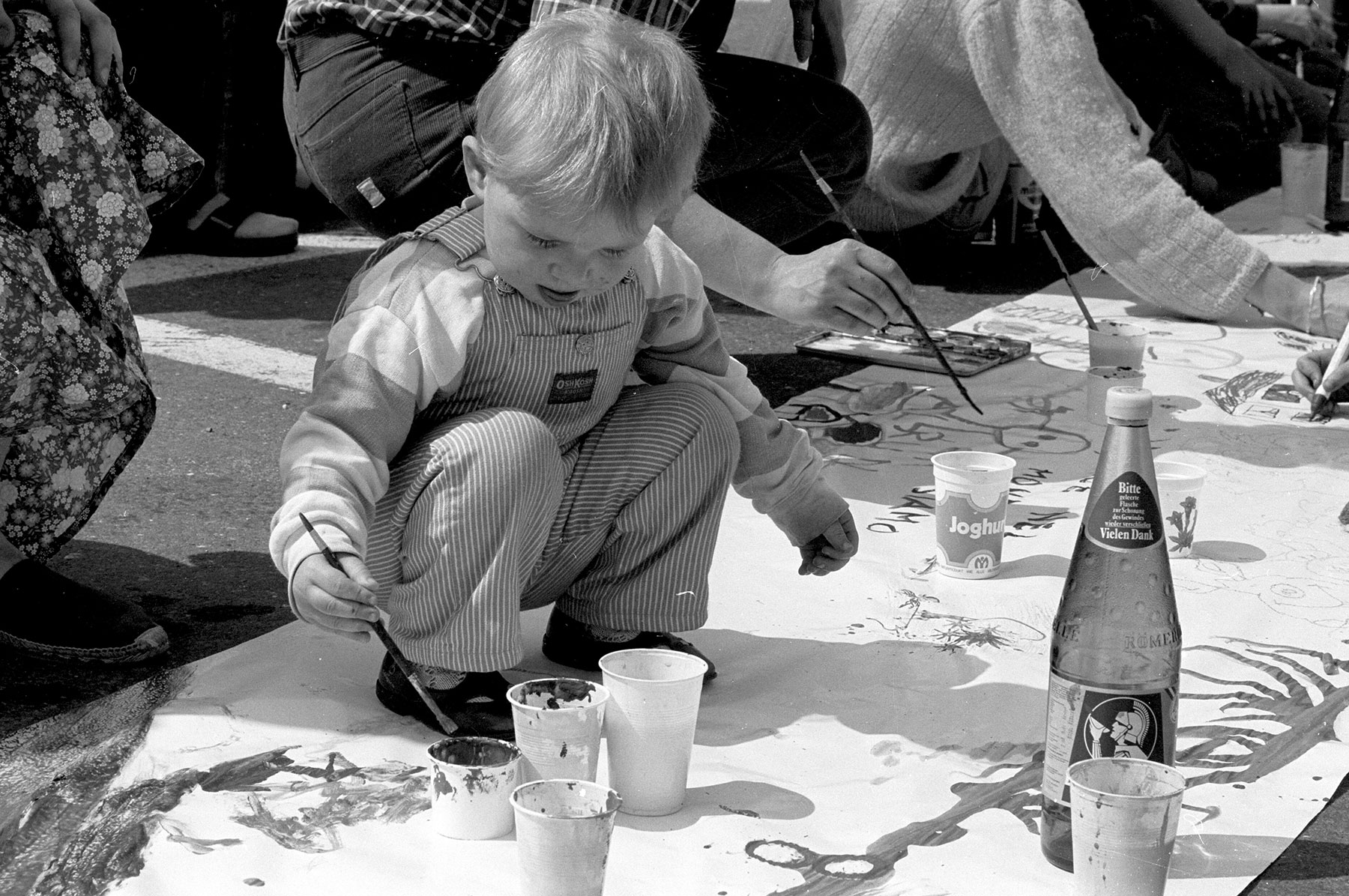
Tirol im April 1984